# Thecla aguaca
Thecla aguaca is een nomen dubium, in 1920 door Max Wilhelm Karl Draudt gepubliceerd voor een vlinder uit de familie van de Lycaenidae.